# جامعة ذي قار
جامعة ذي قار جامعة عراقية تقع في مدينة الناصرية في العراق. كانت الجامعة في الأصل فرعًا يتبع لجامعة البصرة، تأسس هذا الفرع عام 1992، وتخرج أول دفعة فيها عام 1996. في عام 2000 استقل الفرع عن جامعة البصرة ليعلن بشكل رسمي تأسيس جامعة ذي قار كجامعة مستقلة.
تضم جامعة ذي قار أثنا عشرة كلية علمية وإنسانية ويبلغ عدد طلبتها اليوم حوالي (7000) طالبا وطالبة إضافة إلى (103) طالبا وطالبة في الدراسات العليا.[بحاجة لمصدر]

## كليات الجامعة
تضم الجامعة 13 كلية وهي:

### كلية التربية
تأسست في جامعة ذي قار عام 1993 وتعتبر نواة الجامعة حيث كانت تابعة إلى جامعة البصرة قبل تأسيس جامعة ذي قار.
تمنح شهادة البكالوريوس في أقسام اللغة العربية، الإنكليزية، التاريخ، علوم الحياة، الرياضيات، الحاسبات والتربية الرياضية، كذلك كان يوجد في الكلية الدراسات المسائية وقد الغيت حسب اوامر الوزارة للظروف الأمنية ويبلغ عدد طلبتها لهذا العام (2449) طالبا وطالبة، علما ان الدراسة المسائية الغيت من قبل الوزارة بسبب الظروف الأمنية للبلد. وتمنح الكلية شهادة الماجستير في اقسام علوم الحياة واللغة الإنكليزية واللغة العربية والتاريخ ومن المؤمل فتح دراسة الدكتوراه في قسم علوم الحياة ويبلغ عدد الطلبة اليوم (43) طالبا وطالبة.

### كلية الآداب
تأسست كلية الآداب في جامعة ذي قار في العام الدراسي 1999-2000م، وكانت تضم في بداية تأسيسها قسمي اللغة العربية والتاريخ منذ ذلك الحين وقفت إلى جانب كلية التربية والعلوم في دعم المسيرة التربوية والعلمية في الجامعة، ومن اجل فتح أفاق جديدة تم استحداث قسم القانون وذلك في عام 2001/2002م ليُشكل فيما بعد كلية القانون التي أصبحت كلية مستقلة عام 2005، وفي عام 2006 استحدث كل من قسم علوم القرآن وقسم الجغرافية ليستقبلا الطلبة للعام الدراسي 2006/2007 م واستحدث قسم الإعلام للعام الدراسي 2009/2010م ليشكل فيما بعد كلية الاعلام التي أصبحت كلية مستقلة عام 2014، وفي العام الدراسي 2014-2015م تم استحداث قسمين جديدين هما قسم اللغة الإنجليزية وقسم علم الاجتماع ليصبح مجموع اقسام الكلية، حاليا ستة اقسام هي اللغة العربية والتاريخ وعلوم القران والجغرافية واللغة الإنجليزية وعلم الاجتماع، ويبلغ عدد الطلبة للعام الدراسي 2013-2014م (2445) طالبا وطالبة و (277) طالبا وطالبة في الدراسات المسائية وقد تخرجت الدفعة الأولى لطلبة الكلية عام 2002 /2003م كما تضم الكلية وحدة نظم المعلومات الجغرافية والاستشعار عن بعد حيث تسعى هذه الوحدة إلى مواكبة التقدم العلمي الحاصل في مجال نظم المعلومات الجغرافية والاستشعار عن بعد. وتحتوي الكلية على أساتذه بدرجات علمية مختلفة

#### شهادات الكلية
تمنح الكلية شهادة الماجستير في اقسام (التاريخ واللغة العربية والجغرافية) كما تمنح شهادة الدكتوراه في (التاريخ واللغة العربية)

#### عدد طلابها
يبلغ عدد الطلبة في الدراسات العليا (163) طالبا وطالبة للعام الدراسي 2013-2014م،
| العنوان      | العدد | العام | الدراسه |
| ------------ | ----- | ----- | ------- |
| عدد الاساتذه | 129   | 2015  |         |
| عدد الطلاب   | 277   | 2014  | مسائي   |
| عدد الطلاب   | 2445  | 2014  | صباحي   |

### كلية العلوم
تأسست الكلية عام 2000 وتمنح شهادة البكالوريوس في أقسام الحاسبات وعلوم الحياة والكيمياء والفيزياء ويبلغ عدد طلبتها لهذا العام (826) طالبا وطالبة، وتوجد فيها الدراسات العليا لمنح شهادة الماجستير في قسم الكيمياء وعلوم الحياة حيث يبلغ عدد طلبتها (34) طالبا وطالبة. وكانت تابعة إلى جامعة البصرة قبل تأسيس جامعة ذي قار. واستحدثت قبل أعوام قليلة قسم (التحليلات المرضية)

### كلية الهندسة
تأسست عام 2004 تضم قسم الهندسة الميكانيكية وقسم الهندسة المدنية وقسم الهندسة الكهربائية و هندسة الطب الحياتي وقسم هندسة المساحة  وقسم هندسة النفط والغاز ويبلغ عدد طلبتها اليوم (468)

### كلية الطب
تأسست عام 2002 وتضم الكلية أحد عشر فرعاً استقبلت الطلبة عام 2004، حيث بلغ عدد طلبتها هذا العام (202) طالب وطالبة......

### كلية القانون
تأسست عام 2005 وتضم قسم القانون العام وقسم القانون الخاص ويبلغ عدد طلبتها (339) طالب وطالبة، علما ان الدراسة في القانون كانت ضمن قسم القانون في كلية الآداب قبل أن يصبح كلية مستقلة.

### كلية الزراعة والأهوار
تأسست عام 2006 ويبلغ عدد طلبتها اليوم (184) طالبا وطالبة في قسمين هما: قسم الإنتاج الحيواني وقسم الإنتاج النباتي.

### كلية التربية الرياضية
تأسست عام 2008 بعد أن كانت قسم ضمن كلية التربية لتمارس دورها العلمي في قسمين علميين هما قسم التدريس وقسم التدريب ويبلغ عدد طلبتها (213).

### كلية الإدارة والاقتصاد
تأسست في العام 2008، استقبلت الطلبة في نفس العام وفيها قسمان هما قسم الإدارة وقسم الإحصاء (45) طالبا وطالبة.

### كلية علوم الحاسبات والرياضيات
تأسست في العام 2008، وتتألف من قسمين علميين هما قسم علوم الحاسبات وقسم الرياضيات، وقد استقبلت الطلبة في نفس العام ويبلغ عدد الطلبة (64).

### كلية التمريض
تأسست عام 2008 واستقبلت الطلبة في نفس العام من خلال فرعين هما فرع العلوم الأساسية وفرع العلوم السريرية بمجموع (51) طالبا وطالبة.

### كلية الاعلام
وهي أحدث كلية في جامعة ذي قار استحدثت عام 2013 وتضم ثلاثة أقسام (الصحافة والإذاعة والتلفزيون والإعلام الرقمي).

## الوحدات والمراكز والبحثية
- مركز أبحاث الاهوار
- وحدة وثائق ذي قار
- مركز الحاسبة الإلكترونية
- مركز ذي قار للدراسات

## الوحدات والمراكز العلمية والخدمية
- وحدة الأنشطة الطلابية والنادي الطلابي
- مديرية الأقسام الداخلية
- الإعلام

## نشاطات تدريبية
تقيم وحدة التعليم المستمر التابعة لقسم البحث والتطوير بدورات شاملة ومتخصصة لكافة منسبي الجامعة التدريسيين والموظفين وحسب دليل للتعليم المستمر يصدر سنويا وكذلك دورات لجميع كوادر دوائر المحافظة وبجميع الاختصاصات.
دراسات مسائية:- أتاحت الدراسات المسائية في الجامعة فرصة لطلبة المحافظة والموظفين الذين لم تمكنهم ظروفهم مواصلة الدراسة لإكمال دراستهم وبأجور بسيطة لا تثقل كاهل الطالب رغم أن هذه الدراسة ألغيت بأمر وزاري بسبب الظروف الأمنية إلا أن الأمل لم ينته بمن يراوده الطموح لإكمال دراسته.

## الإصدارات
تقوم الجامعة بإصدار (مجلة جامعة ذي قار العلمية)  كمجلة محكمة تصدر فصلياً وفي جميع الاختصاصات، تصدر عن قسم البحث والتطوير وقد صدر منها 17 عددا حتى اليوم بواقع 20 إلى 25 بحثاً للعدد الواحد، وكذلك استحدثت (مجلة طب ذي قار) في كلية الطب وصدر منها 3 أعداد و (مجلة علوم ذي قار) في كلية العلوم وصدر منها4 أعداد ومجلة (الدراسات القانونية) في كلية القانون ومجلة (كلية الآداب) ومجلة (كلية التربية) وجميعها مجلات علمية محكمة معتمدة لأغراض الترقية العلمية وقد أثبتت جدارة وثقة من خلال التقويم العلمي المقتصر على والمساعد وبالتالي إمكانية حصول البحث على درجة عالية في الترقية العلمية وكذلك أجور تقويم ونشر مناسبة، فضلاً عن إصدار مجلة (الآداب السومرية) في كلية الآداب، وأصدر قسم الإعلام في رئاسة الجامعة جريدة شهرية ثقافية عامة بعنوان (أور) ومجلة الناصرية الفيحاء، وكذلك أصدر مركز أبحاث الأهوار مجلة ثقافية علمية بعنوان (صدى الأهوار) ونشرة الاهوار، وقامت وحدة الإعلام في كلية العلوم بإصدار نشرة باسم (صدى العلوم).

## أهداف الجامعة
- تهدف الجامعة إلى نشر المعرفة العلمية المتخصصة التواصل العلمي والفكري مع التطور الإنساني
- وضع الخبرات العلمية والفنية الجامعية في خدمة خطط التنمية والمجتمع
- تحقيق وتطوير التعاون العلمي مع الجامعات
- أعداد وتأهيل المختصين ومنحهم الشهادات العلمية في حقول اختصاصهم
- احتواء الخريجين من أبناء مدينة الناصرية